# بخت أباد بالا
بخت‌ أباد بالا (بالفارسية: بخت‌آباد بالا) هي قرية تقع في قسم كاخك الريفي (مقاطعة غناباد) في إيران. يقدر عدد سكانها بـ 15 نسمة .